# 星川ミグ
星川 ミグ （ほしかわ ミグ、1967年7月7日-)は、1980年代に活動した日本の元AV女優。後年はAV女優らによるアイドルグループ「RaCCo組」に加入、タレント活動も行った。
デビュー時の芸名は水沢 友紀（みずさわ ゆき）。九鬼作品では水澤夕紀の表記も。
生年月日は星川ミグ時代は1967年7月7日としていたが、水沢友紀時代は1967年5月25日（オレンジ通信1987年3月号）、1967年6月15日（アップル通信1987年6月号）などとしていた。出身地は福井県とするプロフィールが多いが、山形県、福島県、秋田県とするものもある。
T160/B83/W59/H85（デラべっぴん 1988年3月号）。血液型はB型、A型、AB型とする資料あり。

## 略歴
1987年1月、「水沢友紀（水澤夕紀）」の芸名で『ゴックン5秒前』（パピヨン）でAVデビュー。宇宙企画が輩出した「宇宙少女」に通じるイメージを持つ美少女系AV女優だったが、中堅メーカーからのリリースが続き、同年3月をもって引退した（出演作は7月まで発売）。
その後同年7月に「星川ミグ」と芸名を改め、『赫い淫唇』（キャンディ）で再デビュー。以前より垢抜けたイメージとなり、宇宙企画での美少女路線の作品にも出演、人気がブレイクする。英知出版系の雑誌を中心にグラビア展開も行い、4冊の写真集が刊行された。AVでは「水沢友紀」期・「星川ミグ」期を通してソフトな内容の出演作が多い。
1988年10月、斉藤唯、葉山みどり、冴島奈緒によるAVアイドルグループ「RaCCo組」に冴島奈緒の後任として加入。11PM（日本テレビ）でレギュラーを務めたのをはじめ、数多くのテレビ・ラジオ番組に出演した。1989年にはミニアルバム『RaCCo PARTY』、葉山みどりが森村あすかに交代しての2ndシングル『WATASHI半人前』で歌声も披露したが、RaCCo組の解散とともに引退した。
しばしば「星川ミグ」の芸名の由来が話題になるが、命名したのは複数の出演作に脚本家として参加していたAV監督の中野貴雄。中野へのインタビューによれば、当時、大韓航空機撃墜事件が長く頭に焼きついていたことから、航空機を撃墜したとされたソ連のミグ23戦闘機（正しくはSu-15）に引っ掛けて「赤星ミグ」という芸名を思いつき、転じて「星川ミグ」にしたという（「AVコレクション」1998年11月号）。なお星川ミグとしての再デビュー作『赫い淫唇』では星川が女スパイ「赤星ミグ」のキャラクターを演じている。

## 作品

### アダルトビデオ（オリジナル作品）
水沢友紀（水澤夕紀）名義
- ゴックン5秒前　（1987年1月25日、パピヨン）
- 本番令嬢　ザ・デビュー Vol.6　（1987年2月10日、アリスJAPAN）
- 聖女淫視　（1987年2月27日、KUKI）　水澤夕紀名義
- 好きにして　（1987年5月15日、Marilline （フェニックス））
- 昇天　（1987年5月15日、トロイ）
- マンポコミック　おしゃぶり69　（1987年6月25日、アテナ）
- セーラー服・告白　（1987年7月15日、ファイブスター）

星川ミグ名義
- 赫い淫唇　（1987年7月15日、キャンディ）
- 素肌にくちづけ　（1987年8月5日、新東宝）
- アトミックパラダイス　（1987年9月15日、キャンディ）
- 佐瀬珠江のマン祖ボッキリカメラ! Vol.1　たまえ仰天の巻　（1987年9月25日、キャンディ） 主演：佐瀬珠江
- 過熱　オーバーヒート　（1987年10月5日、新東宝）
- 妖精　（1987年10月25日、スワン）
- 可愛い悪魔　（1987年11月13日、宇宙企画）
- 佐瀬珠江のマン祖ボッキリカメラ! Vol.2　たまえ豹変の巻　（1987年11月24日、キャンディ） 主演：佐瀬珠江
- さよならは言わないで　（1987年12月5日、新東宝）
- ミグ・ミグ・ワールド　（1987年12月20日、ワコー）
- さよなら・愛・ランド　（1987年12月21日、Sexy Angel （にっかつビデオフィルムズ））
- 裏切り・レイプ　（1988年1月15日、スワン）
- アンタッしゃぶる　（1988年2月15日、アリスJAPAN）　共演：風間零
- ミグとシノミの夢・ラビリンス　（1988年2月25日、Shocking Pink （にっかつビデオフィルムズ））　共演：篠宮とも子
- ファイナル・アゲイン　（1988年6月15日、ホルモン）
- THE セーラー服 5　（1988年7月3日、宇宙企画）　他出演：森川夏美、前島かおり、岸本かおる、かとうみゆき他
- 夢・感傷　（1988年8月23日、宇宙企画）
- 邪恋　（1988年12月3日、宇宙企画）
- さよならの前に　（1988年?、MACRO （トロイ））
- 月刊ディザイアークラブ 8月号　（1989年8月15日、BETTY）　他出演：中山静香、今井かんな、仲本絵美子

### 映画
星川ミグ名義
- 星川ミグ　本番・愛撫　（1988年2月6日、配給：新東宝、ビデオ版発売：1988年3月25日）

### ビデオ・一般作品
オムニバス・星川ミグ名義
- ビデオマガジンベッピン 第5号　（1989年3月13日、英知出版）　他出演：白根衣理、瑞樹さおり、白石さおり他

## 音楽作品

### ミニアルバム
RaCCo組名義
- RaCCo PARTY　（1989年1月21日、PANAM （日本クラウン））

### シングル／CDシングル
RaCCo組名義
- WATASHI半人前　c/w　一秒ごとLoneliness　（1989年5月21日、PANAM （日本クラウン））

### ミュージックビデオ
RaCCo組名義
- Ocean Maids　（1989年、日本クラウン）

## 書籍

### 写真集
- 星川ミグ　（APPLE MATE）　（1987年7月15日発行、撮影：平田友二、ビッグ・アップル）
- マドンナメイト写真集　星川ミグ　（1987年10月25日発行、撮影：堀善郎、マドンナ社）
- 過熱　（1987年11月10日、撮影：平田友二、辰巳出版）
- 風に微笑み　（1988年8月7日、撮影：平田友二、英知出版）